# Тереза Помодоро
Тереза Помодоро (итал. Teresa Pomodoro) је била драмски писац, глумица и оснивач НОХМА Театра у Милану (Италија).

## Биографија
Рођена је у региону Пуља, где је и завршила књижевност и филозофију, а магистрирала на класичној и хришћанској археологији. Раних '60. година преселила се у Милано, где је засновала своје позориште, које почиње да се бави новим видовима театра. Поред тога, она настоји да „њен“ театар буде отворен за све људе, без обзира на пол, расу, националну припадност или неку другу потенцијалну различитост. Настоји да театар који води постане један од првих социјалних театара, који ће уметничку и културну ноту пренети на ниво борбе за социјална питања и инклузију маргинализованих група, које је мејнстрем у то време врло елегантно одбацивао.

## Награда „Тереза Помодоро“
Од њене смрти, установљена је награда за позоришну инклузију Тереза Помодоро која се сваке године у Италији додељује уз подршку председника Републике Италије и уз покровитељство Министарства иностраних послова Републике Италије.
О важности награде и признању њеном деловању на пољу позоришне уметности и социјалног ангажовања говори и чињеница да жири, који одлучује о награди сваке године, чини сам врх светски признатих познавалаца театра: Лука Ронкони, Лав Додин, Еуђенио Барба, Питер Штајн, Џонатан Милс и други. Почасни председник жирија за доделу награде је је Ливија Помодоро, сестра Терезе Помодоро.

### Добитници наградеТереза Помодоро
- Ubu buur, Teatro delle Albe (Италија), 2009. година.
- Брат, позориште ПАТОС (Смедерево, Србија) и Театро Кореја (Леће, Италија), 2010. година.